# Žarko Paspalj
Žarko Paspalj (en serbe en écriture cyrillique : Жарко Паспаљ), né le 27 mars 1966 à Pljevlja, Yougoslavie, aujourd'hui Monténégro, est un joueur yougoslave puis serbe de basket-ball, évoluant au poste d'intérieur.

## Biographie
Žarko Paspalj est aujourd'hui vice-président du comité olympique serbe.

## Club
- 1982 - 1986 :  Buducnost Titograd (1er division)
- 1986 - 1989 :  Partizan Belgrade (1er division)
- 1989 - 1990 :  Spurs de San Antonio (NBA)
- 1990 - 1991 :  Partizan Belgrade (1er division)
- 1991 - 1994 :  Olympiakos (ESAKE)
- 1994 - 1995 :  Panathinaïkos (ESAKE)
- 1995 - 1996 :  Panionios Athènes (ESAKE)
- 1996 - 1997 :  PSG Racing (Pro A)
- 1997 - 1998 :  Aris Salonique (ESAKE)
- 1998 - 1999 :  Kinder Bologne (Lega A)

## Palmarès

### Club
- Finaliste de Euroligue 1994 et 1999
- Coupe Korać en 1989
- MVP du Final Four de l'Euroligue en 1994
- Champion de Yougoslavie en 1987
- Champion de Grèce en 1993 et 1994
- Vainqueur de la Coupe de Grèce en 1994
- Coupe d'Italie en 1999

### Équipe nationale
- Jeux olympiques d'été
  -  médaille d'argent aux Jeux olympiques d'été de 1996 à Atlanta
  -  médaille d'argent aux Jeux olympiques d'été de 1988 à Séoul
- championnat du monde
  -  médaille d'or en 1990
- championnat d'Europe
  -  médaille d'or au championnat d'Europe 1989, 1991 et 1995
  -  médaille de bronze en 1987
- 130 matches pour la Yougoslavie